# Cantone di Chartreuse-Guiers
Il Cantone di Chartreuse-Guiers è una divisione amministrativa dell'arrondissement di Grenoble e dell'arrondissement di La Tour-du-Pin.
È stato costituito a seguito della riforma approvata con decreto del 18 febbraio 2014, che ha avuto attuazione dopo le elezioni dipartimentali del 2015.

## Composizione
Comprendeva inizialmente 25 comuni, ridottisi a 23 dal 1º gennaio 2016 per effetto della fusione dei comuni di Les Abrets, La Bâtie-Divisin e Fitilieu per formare il nuovo comune di Les Abrets-en-Dauphiné.:
- Les Abrets-en-Dauphiné
- Aoste
- Charancieu
- Chimilin
- Entre-deux-Guiers
- Granieu
- Merlas
- Miribel-les-Échelles
- Le Pont-de-Beauvoisin
- Pressins
- Romagnieu
- Saint-Albin-de-Vaulserre
- Saint-Bueil
- Saint-Christophe-sur-Guiers
- Saint-Geoire-en-Valdaine
- Saint-Jean-d'Avelanne
- Saint-Joseph-de-Rivière
- Saint-Laurent-du-Pont
- Saint-Martin-de-Vaulserre
- Saint-Pierre-de-Chartreuse
- Saint-Pierre-d'Entremont
- Velanne
- Voissant